# Fastermyrtjärnen, Södra Ön
Fastermyrtjärnen, Södra Ön este o arie protejată (arie specială de conservare — SAC, sit de importanță comunitară — SCI) din Suedia întinsă pe o suprafață de 1,1 ha, integral pe uscat.

## Localizare
Centrul sitului Fastermyrtjärnen, Södra Ön este situat la coordonatele 63°52′15″N 15°23′39″E / 63.8708°N 15.3941°E.

## Înființare
Situl Fastermyrtjärnen, Södra Ön a fost declarat sit de importanță comunitară în ianuarie 2002 pentru a proteja 1 specie de plante. Situl a fost protejat și ca arie specială de conservare în martie 2011.

## Biodiversitate
Situată în ecoregiunea boreală, aria protejată conține 1 habitat natural: Ape puternic oligomezotrofe cu vegetație bentonică cu Chara spp..
La baza desemnării sitului se află o specie protejată de  plante: Hamatocaulis vernicosus.